# موتور جهان شاهي (اسماعيلي كرمان)
موتور جهان شاهي (بالإنجليزية: Mowtowr-e Jahan Shahi)‏ هي منطقة سكنية تقع في إيران في منطقة إسماعيلي.